# Willy Steinmetz
Willy Steinmetz (* 20. August 1900 in Braunschweig; † 20. Dezember 1969 ebenda) war ein deutscher Ingenieur, Unternehmer und Politiker (DP, CDU).

## Leben
Nach dem Besuch der Volksschule, der Teilnahme am Ersten Weltkrieg 1918 und dem Abitur 1919 an der Oberschule nahm Steinmetz ein Maschinenbaustudium an der Technischen Hochschule Braunschweig auf, das er 1926 mit der Prüfung als Diplom-Ingenieur beendete. Anschließend arbeitete er als Ingenieur im Bereich der Konstruktion und Planung bei der MIAG Mühlenbau und Industrie AG in Braunschweig. Gleichzeitig absolvierte er ein Studium der Wirtschaftswissenschaft in Frankfurt am Main, das er 1930 mit der Promotion zum Dr. rer. pol. abschloss. Von 1934 bis 1944 war er für die MIAG hauptsächlich im Ausland tätig. Am 14. Juni 1937 beantragte er die Aufnahme in die NSDAP und wurde rückwirkend zum 1. Mai desselben Jahres aufgenommen (Mitgliedsnummer 4.235.942). Zudem war er ehrenamtlich als SA-Rottenführer tätig.
Steinmetz trat 1944 in die Leitung der MIAG ein, wurde 1948 Geschäftsführer der MIAG-Betriebs-GmbH in Braunschweig und war von 1952 bis 1960 Direktor der MIAG Mühlenbau und Industrie GmbH in Hannover. Darüber hinaus fungierte er als Vizepräsident der Industrie- und Handelskammer Braunschweig und als Vorstandsmitglied in verschiedenen Verbänden.
Steinmetz trat nach 1945 in die DP ein, war Vorsitzender des DP-Bezirksverbandes Braunschweig und wurde in den Landesvorstand der DP Niedersachsen gewählt. Darüber hinaus war er Mitglied des DP-Bundesausschusses, hier Vorsitzender des Bundesausschusses für Mittelstandsfragen und stellvertretender Vorsitzender des Bundesausschusses für Wirtschaftsfragen. 1960 wechselte er zur CDU über.
Steinmetz war seit 1952 Ratsmitglied der Stadt Braunschweig. Von 1955 bis zu seiner Mandatsniederlegung am 17. Oktober 1957 war er Mitglied des Niedersächsischen Landtages. Dem Deutschen Bundestag gehörte er von 1957 bis 1969 an. Zunächst für die DP gewählt, war er seit dem 1. Juli 1960 fraktionsloser Abgeordneter und vom 20. September 1960 bis zu seinem Ausscheiden aus dem Parlament dann Mitglied der CDU/CSU-Bundestagsfraktion. In der dritten und vierten Wahlperiode (1957–1965) war er über die Landesliste Niedersachsen in den Bundestag eingezogen. In der fünften Wahlperiode vertrat er im Parlament den Wahlkreis Göttingen.
Steinmetz amtierte in den 1950er-Jahren als Bürgermeister (stellvertretender Oberbürgermeister) der Stadt Braunschweig.

## Veröffentlichungen
- Der Grad der Wirtschaftlichkeit der Getreideförderung und -speicherung nach verschiedenen Systemen.
- Die Getreidespeicher. Zweiter Band.
- Wirtschaftliche Untersuchungen an Umschlag- und Förderanlagen.